# Casa Roseta (Sossís)
La Casa Roseta és una masia de Conca de Dalt (Pallars Jussà) inclosa a l'Inventari del Patrimoni Arquitectònic de Catalunya.

## Descripció
Casa pairal de tres plantes d'alçada, baixos i golfes. És un edifici entre mitgeres, estret, amb façana al carrer Major. L'accés és per una porta dovellada de mig punt, escapçada per una nova porta rectangular.
L'única línia d'obertures és a sobre de l'eix de la porta. Sobresurt la coberta amb voladís de fusta i teula àrab. Els murs són de pedres del país, reblats i arrebossats. Forma part de l'arquitectura popular dels pobles agrícoles.